# Belivaldo Chagas

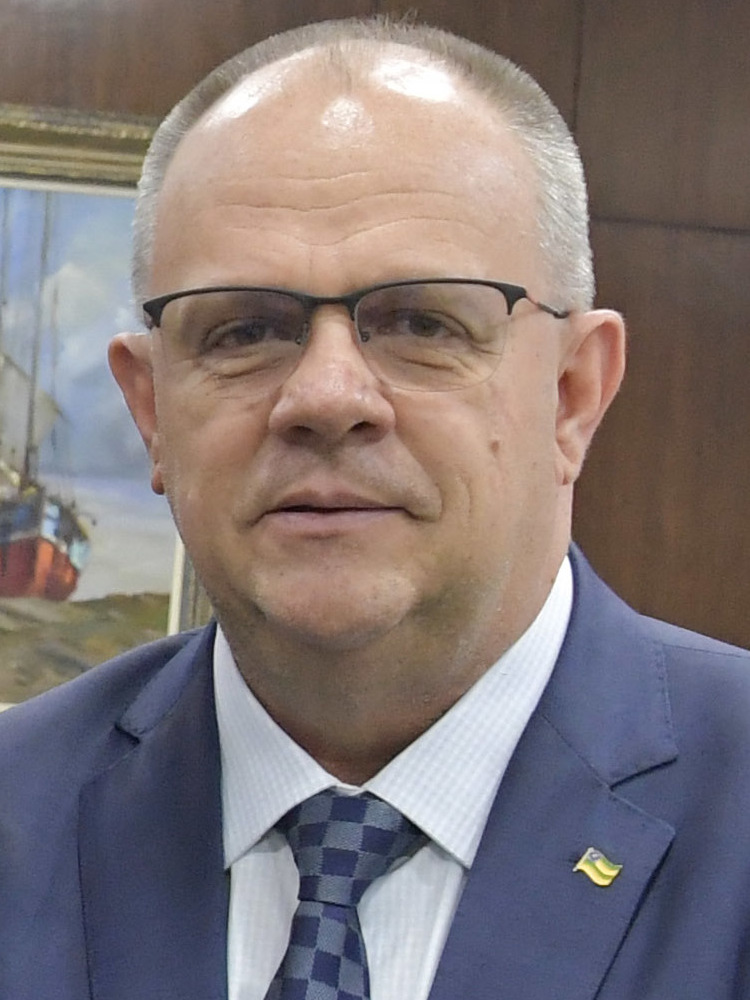
Belivaldo Chagas (2019)

Belivaldo Chagas Silva (* 19. April 1960 in Simão Dias) ist ein brasilianischer Politiker des Partido Social Democrático. Er folgte 2018 Jackson Barreto als 50. Gouverneur des Bundesstaats Sergipe.

## Leben
Belivaldo Chagas ist der Sohn des Kaufmanns Arivaldo Chagas Silva und Maria Belizana da Silva und in Simão Dias, Sergipe, geboren. Als junger Mann zog er nach Salvador, Bahia, wo er die Schulbildung beendete. Zurück in Sergipe absolvierte er ein Jurastudium an der privaten Universidade Tiradentes in Aracaju. Als Rechtsanwalt arbeitete er als Pflichtverteidiger.

## Politische Laufbahn
In Tabellenform:
| Wahl        | Amt                     | Partei | gewählt | Stimmen | Amtszeit                                                          |
| ----------- | ----------------------- | ------ | ------- | ------- | ----------------------------------------------------------------- |
|             | Stadtrat von Simão Dias |        | nein    |         |                                                                   |
| Wahlen 1990 | Landesabgeordneter      | PFL    | ja      | 10.851  |                                                                   |
| Wahlen 1994 | Landesabgeordneter      | PP     | ja      | 8.063   |                                                                   |
| Wahlen 1998 | Landesabgeordneter      | PSB    | ja      | 8.746   |                                                                   |
| Wahlen 2002 | Landesabgeordneter      | PSB    | ja      | 11.380  |                                                                   |
| Wahlen 2006 | Vizegouverneur          | PSB    | ja      | 524.826 | 1. Januar 2007 – 1. Januar 2011                                   |
| Wahlen 2014 | Vizegouverneur          | PSB    | ja      | 537.793 | 1. Januar 2015 – 6. April 2018                                    |
| Wahlen 2018 | Gouverneur              | PSD    | ja      | 679.051 | Ersatz seit 6. Apr. 2018, gewählt seit 1. Januar 2019 (2019–2023) |

Chagas ist ein Parteienwechsler, so gehörte er von 1986 bis 1993 dem Partido da Frente Liberal (PFL), umbenannt in Democratas, an, von 1993 bis 1995 dem ehemaligen Partido Progressista (PP), von 1995 bis 2016 dem Partido Socialista Brasileiro (PSB), von 2016 bis 2018 dem Movimento Democrático Brasileiro (MDB) und seit 2018 dem Partido Social Democrático.
Zur Gouverneurswahl in Sergipe 2022 bei den Wahlen in Brasilien 2022 war er nicht angetreten. Sein Nachfolger wurde Fábio Mitidieri des PSD.

## Kabinett Chagas
Zur Vizegouverneurin wurde Eliane Aquino gewählt. Ihm standen in der Regierung von Sergipe 14 Staatssekretäre zur Seite.

## Kontroversen
Im Jahr 2018 beantragte die Bundesanwaltschaft von Sergipe die Amtsenthebung und Nichtzulassung des wiedergewählten Gouverneurs Belivaldo Chagas für acht Jahre wegen des Verdachts auf irreguläre Praktiken während des Wahlkampfs. Nach Angaben der regionalen Wahlstaatsanwaltschaft zeigten die Ermittlungen einen Missbrauch von politischer, wirtschaftlicher Macht und Autorität. Nach Angaben des Wahlgerichts nutzte Chagas wiederholt den Verwaltungsapparat der Landesregierung, um sein Image und seine Kandidatur zu fördern, so habe er kurz vor der Wahlperiode Dutzende von Aufträgen für mehrere Gemeinden in Sergipe unterzeichnet.
Am 4. Juli 2019 beging der Geschäftsmann Sadi Paulo Castiel Gitz während des Symposiums der Möglichkeiten für das neue Erdgasszenario in Sergipe, eine Veranstaltung, die mit Perspektiven für die Branche des Bundesstaates diskutiert werden sollte, Selbstmord vor Belivaldo Chagas und dem Minister für Bergbau und Energie, Bento Albuquerque. Zeugen zufolge rief der Geschäftsmann nach der Rede des Gouverneurs von Sergipe den Satz „Belivaldo, du bist ein Lügner“, zog dann eine Waffe und schoss sich in den Mund.